# Порт Викторија PV.4
Порт Викторија PV.4 (енгл. Port Victoria P.V.4) је двоседи ловачки авион направљен у Уједињеном Краљевству. Авион је први пут полетео 1917. године. 

Највећа брзина у хоризонталном лету је износила 130 km/h.

## Наоружање
| Наоружање авиона: Порт Викторија |     |
| Ватрено (стрељачко) наоружање    |     |
| Топ                              |     |
| Митраљез                         |     |
| Број и ознака митраљеза          | 1   |
| Калибар                          | 7,7 |
| Бомбардерско наоружање (бомбе)   |     |
| Ракетно наоружање (ракете)       |     |